# Техничка школа „Михајло Пупин“ Кикинда
Техничка школа „Михајло Пупин“ Кикинда је основана 1923. године под називом Стручна продужна школа. Године 1948, почиње поново да ради као Стручна школа за ученике у индустрији, а 1949. године основана је Жељезничка индустријска школа. Од 1952. године школа носи назив Мешовита индустријска школа. Године 1965, прераста у Школски центар за техничко образовање, а 1977. године добија назив Центар за образовање стручних радника металске, електро и саобраћајне струке „Михајло Пупин“. Године 1977, први пут уписана под тим називом у судски регистар под бројем 1 – 637 код Окружног суда у Зрењанину.
Школа је уписана код Окружног суда у Зрењанину 19. децембра 1983. године. У регистар под бројем 1 – 637 под називом Средња школа за образовање и васпитање кадрова металске, електро и саобраћајне струке „Михајло Пупин“. 31. јануара 1991. године школа добија назив Средња машинска, електро и саобраћајна школа „Михајло Пупин“ Кикинда под регистарским бројем 1 – 1542.
Одлуком Владе Републике Србије – „Службени гласник РС“, број 7 од 1993. године, одлуком о мрежи средњих школа у Републици Србији школа добија назив „Техничка школа“.
Од почетка школске године 2024/2025 Техничка школа је добила назив Техничка школа „Михајло Пупин“ Кикинда, иако у Одлуци о мрежи јавних средњих школа стоји и даље стоји да је назив стари школе, Техничка школа.

## Образовни профили
Образовни профили у Техничкој школи за 2024/25 годину:

### Електротехника
Образовни профили четвртог степена:
- Електротехничар рачунара
- Техничар информационих технологија
- Електротехничар за електронику на возилима

### Машинство и обрада метала
Образовни профили четвртог степена:
- Техничар за компјутерско управљање (CNC) машина

Образовни профили трећег степена:
- Оператер машинске обраде
- Бравар-заваривач

### Саобраћај
Образовни профил четвртог степена:
- Техничар друмског саобраћаја

Образовни профил трећег степена:
- Возач моторних возила

Техничка школа постала ECDL центар.